# Subossido di boro
Il subossido di boro (formula chimica B6O) è un composto solido con una struttura costituita da otto icosaedri agli apici di una cella unitaria romboedrica; ogni icosaedro è composto da dodici atomi di boro. Due atomi di ossigeno si trovano negli interstizi lungo la direzione romboedrica (111). A causa delle sue brevi lunghezze di legame interatomiche e del carattere fortemente covalente, il subossido di boro mostra una gamma di proprietà fisiche e chimiche eccezionali come grande durezza (vicina a quella del diboruro di renio e del nitruro di boro), bassa densità di massa, elevata conduttività termica, elevata inerzia chimica, ed eccellente resistenza all'usura.
Il subossido di boro può essere sintetizzato riducendo anidride borica (B2O3) con boro o mediante ossidazione del boro con ossido di zinco o altri ossidanti. Questi materiali di subossido di boro formatisi a pressione ambiente o in prossimità di essa sono generalmente carenti di ossigeno e non stechiometrici (B6Ox, x<0,9) e hanno scarsa cristallinità e granulometria molto piccola (inferiore a 5 μm). L'alta pressione applicata durante la sintesi del subossido di boro può aumentare significativamente la cristallinità, la stechiometria dell'ossigeno e la dimensione dei cristalli dei prodotti. Miscele di boro e polveri di anidride borica venivano solitamente utilizzate come materiali di partenza nei metodi riportati per la sintesi del subossido di boro.
Il subossido di boro carente di ossigeno (B6Ox, x<0,9) può formare particelle icosaedriche, che non sono né cristalli singoli né quasicristalli, ma gruppi gemellati di venti cristalli tetraedrici.
Il subossido di boro del tipo boro α-romboedrico è stato studiato a causa della sua natura ceramica (durezza, alto punto di fusione, stabilità chimica e bassa densità) come nuovo materiale strutturale. In aggiunta a questo, questi boruri hanno legami unici non facilmente accessibili dalla solita teoria di valenza. Sebbene un metodo spettroscopico di emissione di raggi X indicasse un probabile intervallo di parametri per il sito dell'ossigeno del subossido di boro, la posizione corretta dell'ossigeno è rimasta tema di dibattito aperto fino a quando l'analisi Rietveld dei profili di diffrazione dei raggi X sulle polveri di subossido di boro non è stata eseguita con successo per la prima volta, anche se queste erano indagini preliminari.

## Preparazione
Il subossido di boro può essere preparato con tre metodi:
1. reazione allo stato solido tra boro e anidride borica
2. riduzione di anidride borica
3. ossidazione del boro.

L'elevata pressione di vapore dell'anidride borica a temperature elevate causerebbe l'eccesso di composizione del boro nel processo della reazione allo stato solido tra boro e anidride borica.
Nella riduzione dell'anidride borica, i riducenti che possono essere utilizzati includono, ma non solo, il silicio e il magnesio che rimangono nel subossido di boro come impurità nel processo. Durante il processo di ossidazione del boro, ossidanti come l'ossido di zinco (ZnO) contaminerebbero il subossido di boro nel processo. 

## Proprietà fisiche

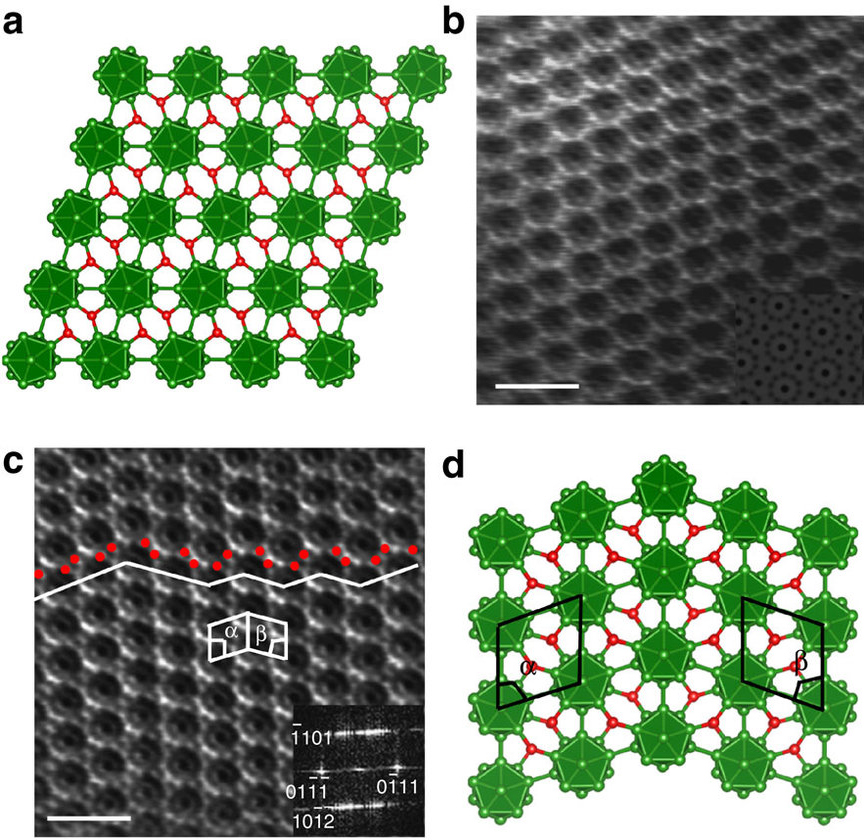
Struttura atomica e micrografie elettroniche di subossido di boro ideale (in alto) e gemellato (in basso). Le sfere verdi sono boro, le sfere rosse sono ossigeno.

Il subossido di boro ha una forte natura covalente ed è facile da comporre a temperature superiori a 1973 K (1700 °C) È stato anche segnalato che il subossido di boro mostra un'ampia gamma di proprietà superiori come elevata durezza con bassa densità, elevata resistenza meccanica, resistenza all'ossidazione fino a temperature elevate e elevata inerzia chimica. I calcoli funzionali preliminari della densità ab initio del primo principio delle proprietà strutturali del subossido di boro suggeriscono che la forza del legame in tale materiale può essere migliorata dalla presenza di un'elevata elettronegatività interstiziale nella struttura. I calcoli computazionali confermano l'accorciamento dei legami covalenti, che si ritiene favorisca costanti elastiche e valori di durezza più elevati.

## Proprietà cristalline
Il subossido di boro ha struttura romboedrica; possiede simbolo di Pearson hR42 e gruppo spaziale R3 (gruppo n° 166) con costanti di reticolo {\displaystyle a=0,53824\,\mathrm {nm} }, {\displaystyle b=0,53824\,\mathrm {nm} } e {\displaystyle c=1,2322\,\mathrm {nm} }. Possiede unità di formula {\displaystyle Z=6}.

## Applicazioni
Le potenziali applicazioni del subossido di boro come rivestimento antiusura per utensili da taglio ad alta velocità, abrasivi o altre applicazioni ad alta usura, ad esempio, sono state oggetto di intenso interesse negli ultimi anni. Tuttavia, nonostante gli intensi sforzi di ricerca, le applicazioni commerciali devono ancora essere realizzate. Ciò è in parte dovuto alla bassa tenacità alla frattura del materiale pressato a caldo e alle notevoli sfide pratiche associate alla densificazione del materiale stechiometrico B6O con una buona cristallinità. Inoltre, numerose proprietà meccaniche del materiale fino a poco tempo fa erano poco conosciute.
Il subossido di boro è anche un materiale promettente per le armature, ma i suoi test sono ancora nelle fasi iniziali e non si conosce alcuna distribuzione commerciale a partire dal 2019.